# Prix de l'information publique
Le prix d’État de l'information publique  (en finnois : Tiedonjulkistamisen valtionpalkinto) est un prix créé en 1968 et décerné par le ministère de l'Éducation et de la Culture de Finlande.

## Lauréats

### Années 1960
| Année | Lauréat / œuvre                                            | Réf. |
| ----- | ---------------------------------------------------------- | ---- |
| 1968  | Yrjö Karilas Rafael Koskimies Reino Tuokko Ilmari Hustich  |      |
| 1969  | Anto Leikola Gunnar Mårtenson Martti Paloheimo István Rácz |      |

### Années 1970
| Année | Lauréat / œuvre | Réf. |
| ----- | --- | ---- |
| 1970  | Pertti Jotuni Björn Kurtén Jorma Pohjanpalo Heikki Waris |      |
| 1971  | Pekka Gronow et Huk Ilpo Saunio /Äänilevytieto Vilhelm Helander et Mikael Sundman /Kenen Helsinki Marta Hirn /Kuvia katoavasta Suomesta Mikko Juva, Vilho Niitemaa et Päiviö Tommila /Suomen historian dokumentteja Pekka Peltola /Tavallisia ihmisiä Pertti Seiskari Hannu Soikkanen /Luovutetun Karjalan työväenliikkeen historia Osmo A. Wiio /Yritysdemokratia ja muuttuva organisaatio |      |
| 1972  | Jaakko Blomberg et Pertti Joenniemi /Kaksiteräinen miekka Göran von Bonsdorff /Europas val av framtid Kettil Bruun, Ove Knekt et Kristina Rotkirch /Hufvudstadsbladet. Partilös partitidning Ilkka et Sesse Koivisto /Puusta pudonnut Keijo Korhonen /Turvallisuuden pettäessä Tapani Lausti et Kaj Bärlund /Palkat paketissa Marja-Leena Mikkola /Raskas puuvilla Tuomo Polvinen /Venäjän vallankumous ja Suomi Reijo Taro et Urpo Häyrinen /Luonnonsuojelu Risto Hannula Elina Karjalainen |      |
| 1973  | Anna Bondestam / Åland vintern 1918 Kettil Bruun / Alkoholi: käyttö, vaikutukset ja kontroli Lars V. Hartman, Olavi Hildén, Pentti Linkola, Paavo Suomalainen, Rauno Tenovuo Pohjolan linnut värikuvin Pertti Klemola / Neste – renki vai isäntä Unto Miettinen Tuomas Takala / traduction de Alkoholi Manu Paajanen ja Heikki Kekkonen / Viljelijän pakkopaita Kirsti Penttinen |      |
| 1974  | Mikko Eränen /Siitä huolimatta he elivät Saara Finni / Pientilan emäntä Ulla Heino Ilmari Hustich / Världens klyftor och broar Mauri Korhonen /100 sientä Otso Kukkonen työryhmä Paavo Helistö, Erkki Pohjola, Ellen Urho /Musiikin kuntokoulu Kimmo Leppo, Kari Poikolainen, Pekka Nuorteva, Hilkka Pietilä, Hannu Vuori, Matthew Verghese, Ismo Virtanen, Arto Niemi, Veli-Pekka Lehto /Sairas maailma Yrsa Stenius Seija Wallius-Kokkonen Caj Bremer, Tuomo Juhani Vuorenmaa, Markku Tanttu Tauno Vesala Pirkko Vallinoja                                                                                 |      |
| 1975  | Ahaa Teatteri Martti Ahti, Carita Backström Johan von Bonsdorff Martti Montonen /Suomen peura Anja Alanne Stig Jaatinen, Paul Fogelberg, Henrik Österholm /Skärgård i omvandling Aarne Keskitalo Kaisu Mikkola Jorma Pilke Kyösti Reunanen Helge Seppälä /Itsenäisen Suomen puolustuspolitiikka ja strategia Esko Seppänen /Oy Suomi – Finland Ab Airi Valavuori |      |
| 1976  | Peter von Bagh /Elokuvan historia Jorma Etto, Esko Ollila, Timo Hannula, Antti Laakso, Juhani Nurmela, Anneli Pukema, Veli Siikala, Jaakko Ylitalo /Evakkotaival Kalevi Kalemaa Matti Klinge /Bernadotten ja Leninin välissä Egil Nicklin /En stadsdels barndom Vesa Oittinen Ilpo Saastamoinen /Kitarakirjasta Samuli Alkio, Pekka Sammallahti, Helvi Nuorgam-Poutasuo, Sulo Aikio Suomen Luonto, Teuvo Suominen, Riitta Jokiranta, Timo Tanttu Ilkka Taipale Hertta Tirranen Reijo Wilenius Thelma Aro, Leena Häyrinen, Heikki Niemi, Juha-Matti Pelkonen Matti Tapiainen, Heikki Sillanpää, Markku Tanttu |      |
| 1977  | Torsten Bergman Harry Elg Astrid Gartz Elias Härl ja Panu Kaila Pentti Kirstilä, Erkka Lehtola, Arto Seppälä Suoma Lukander Pekka Nuorteva Reino Rinne Sakari Virkkunen Toivo Vuorela Heikki Ylikangas |      |
| 1978  | Anni Blomqvist, Stig Jaatikainen Hannu Hautala Tuomo Itkonen Kirsti Lagerspetz Inkeri Numminen Paula Porkka Aimo Siltari Sven Willner |      |
| 1979  | Jarmo Jääskeläinen Paavo Kallio Tuomas Keskinen Irja Kilpeläinen Jari Lappalainen Juhani Paatela, V. J. Palosuo, Erkki Hänninen, Helena Vauraste, Ritva Leppänen Heikki Oja Görtha Rannikko, Reima Rannikko Johan Ulfvens Sirkka Germain, Kari Mattila, Marja-Liisa Porlkunen-Gartz, Christina Törnroth |      |

### Années 1980
| Année | Lauréat / œuvre | Réf. |
| ----- | --- | ---- |
| 1980  | Arvo Ahlroos isä Ambrosius, Markku Haapio Matti Huurre Gunhardt Kock Jorma Korhonen, Anto Leikola Mauno Saari Elina Suominen |      |
| 1981  | Ulla-Maija Aaltonen Jussi Jyrkämä Into Kangas Hannu Karpo Osmo Kärkkäinen Nils Mustelin Kalevi Rikkinen Anja Penttinen Kalle Österlund |      |
| 1982  | Ulf Gustafsson Raimo O. Kojo Björn Kurtén Knud Möller Timo Niiranen Eero Paloheimo Tuomo-Juhani Vuorenmaa, Ismo Kajander |      |
| 1983  | Christian Ahlström Tuulikki Alkio Sven Hirnbr>Rostislav Holthoer, Heikki Partanen Paula Kivinen Hannu Klami Seppo Kononen Martti Kortteinen Pekka Kuusi Katarina Michelsson, Märta Tikkanen Göran Schildt |      |
| 1984  | Erno Paasilinna Aimo Reitala Jukka Salo, Martti Soikkeli Göran Bergman, Kalevi Hyytiä, Olli Järvinen, Erkki Kellomäki, Jarmo Koistinen, Juhani Lokki, Jörgen Palmgren, Juhani Rinne / Suomen Lintuatlas Sakari Toiviainen Jyrki Maunula Veikko Neuvonen Bo Stenström Eevaleena Sariola, Timo Tuuliala, Jukka Louhivuori Jorma Simpura, Matti Virtanen |      |
| 1985  | Birgitta Boucht Pekka Helo Juha-Pekka Hotinen, Pekka Kyrö Veikko Huovinen Elina Haavio-Mannila, Riitta Jallinoja, Harriet Strandell Martti Lindqvist Leena Rantanen Leif Salmen Teuvo Suominen |      |
| 1986  | Henrik Ekberg Risto Hannula Eva Isaksson Terho Itkonen Lasse Kangas Raija Mattila Jukka Rislakki Vesa Saarinen Pekka Suhonen Suomalaisen Kirjallisuuden Seura |      |
| 1987  | Mauri Auvinen Ilpo Hakasalo, Peter von Bagh Antti Halinen Liisa Akimof, Liisa Rimpiläinen, Anu Valve Sakari Hinneri, Leena Hämet-Ahti, Arto Kurtto, Seppo Vuokko, Samppa Lahdenperä Per-Edvin Persson Kirsti Aalto, Pirkko Ekman, Harri Helle, Liisi Suurla Seppo Zetterberg                                                                          |      |
| 1988  | Max Engman Tuomas Keskinen, Kalle Kultala, Matti Lukkari Jaakko Kolmonen Erkki Salmenhaara Pentti Saurola ja Juhani Kouvi Max Rand, Pirkko Peltonen-Rognoni, Erkki Raatikainen, Antti-Einari Halonen Jali Ruuskanen, Tuula Koukku |      |
| 1989  | Untamo Eerola Päivi Haavisto Timo Hyytinen Petteri Järvinen Riitta Konttinen Mervi Naakka-Korhonen, Maiju Keynäs Tuulikki Ukkola |      |

### Années 1990
| Année | Lauréat / œuvre | Réf. |
| ----- | --- | ---- |
| 1990  | Urpo Häyrinen Erkki Kivalo / Taiteilija, hänen sairautensa Markku Löytönen Harri Saukkomaa Aino Suhola Irma Sulkunen / Naisen kutsumus TV2 /Ajankohtainen kakkonen Erik Wahlström Ville Zilliacus /Vanha rakas Eurooppa |      |
| 1991  | Kalervo Palsa Sinikka Arteva Carl-Gustav Lilius Pertti Rajala Päivi Setälä Pekka Sjögren Antti Vahtera Jaana Venkula |      |
| 1992  | Matti Eronen Tommi Hoikkala, Leena Kilpi, Jyrki Laine Markus Leikola Peter Lodenius, Tapani Ritamäki, Trygve Söderling Jorma Palo Terttu Petäjä Kristian Runeberg, Tutta Runeberg Juha Taskinen Anneli Kauppinen, Lasse Koskela, Anne-Maria Mikkola, Kaija Valkonen |      |
| 1993  | Antti Alanen, Ilpo Pohjola Viking Brunell, Sven-Erik Hansen, Christer Lauren Leena Jäppinen, Seppo Lahtinen, Tuomo Pietiläinen Jukka Kukkonen, Tuomo-Juhani Vuorenmaa, Jorma Hinkka Bo Lönnqvist Pekka Matilainen Reijo Nikkilä, Ilona Laurikainen Juha Siltala Erik Wahlström, Tapio Reinikainen, Eeva-Liisa Hallanaro, Jyrki Heimonen Rauli Virtanen |      |
| 1994  | Kari Cantell Timo-Erkki Heino Paula Moilanen Kimmo Pietiläinen Panu Rajala Helena Sahavirta Juhani Westman Gun de la Chapelle, Katja Hagelstam, Bo Lönnqvist Seppo Roth, Antero Korhonen, Matti Kuusela Leena Reiman, Anita von Wright |      |
| 1995  | Kari Enqvist, Jukka Maalampi Heikki Kirkinen, Pekka Nevalainen, Hannes Sihvo Tarja Heiskanen, Marjatta Jacobsson, Pirkko Lahti, Merja Munnukka-Dahlqvist, Liisa Palm Tuula-Liina Varis Heikki Ylikangas, Esko Koivusalo, Hilkka Vallisaari, Elina Grundström Renny Jokelin Hannu Taanila Stefan Randström, Chri Åhman, Mikaela Weurlander, Erkki Andelin, Johan Eriksson Pekka Himanen, Esa Siljanmäki Rauno Endén                                                  |      |
| 1996  | Carl-Adam Haegström, Tapio Heikkilä, Seppo Vuokko, Jorma Peiponen / Toukohärkä, kultasiipi\| niityt, niiden hoito Hannele Koivunen / Madonna, huora Jari Sinkkonen / Lapsen kanssa hyvinä, pahoina päivinä Heikki Kuutti Risto Hietanen Hannu Karisto Juhani Simonen, Riitta Launis, Pihla Muhonen, Marjaleena Lampela Lauri Saxén, Jan Rydman Erkki Lounasvuori, Jyrki Kuoppala, Mikael Böök Jouni Issakainen, Eija Lehmuskallio, Petri Piippo, Jouko Lehmuskallio |      |
| 1997  | Eeva Jokinen / Väsynyt äiti Hannu Karttunen / Vanhin tiede Mika Pantzar / Kuinka teknologia kesytetään Maija Baric, Kristiina Louhi, Anna-Leena Välimäki / Nukketeatteria! Mikko Pöllänen, Jari Kontiokorpi, Olli-Pekka Pietiläinen, Esko Veijalainen Tuija Laine, Sirkka Havu, Anna Perälä, Rainer Knapas, Liisi Huhtala Markku Heikkilä Tarja Tallqvist Pirkko Vallinoja Jouko Koskinen, Mikko Myllykoski                                                         |      |
| 1998  | Hannu Reimelle Linda Jakobson Pauli Annala, David Flood, Jussi Hanska, Timo Jousivuo, Christian Krözl, Maiju Lehmijoki, Tuomas M. S. Lehtonen, Päivi Mehtonen, Virpi Mäkinen, Antti Ruotsala, Päivi Salmesvuori Eero Kiviniemi Elina Nummi Arne Rousi kirjasta Auringonkukasta viiniköynnökseen |      |
| 1999  | Yrjö Kaukiainen Martti Kortteinen, Hannu Tuomikoski Raimo Lehti, / Lumihiutaleet, maailmankuvat Seppo Bruun, Jukka Lindfors, Santtu Luopio, Markku Salo Veikko Erkkilä, Risto Arkimies |      |

### Années 2000
| Année | Lauréat / œuvre | Réf.  |
| ----- | --- | ----- |
| 2000  | Seppo Laurell, Sakke Yrjölä, Jarmo Koistinen, Pekka Väisänen Heikki Oja Yrjö Varpio, Liisi Huhtala, Lea Rojola, Pertti Lassila, Lasse Koskela, Päivi Vallisaari Katri Merikallio Raisa Rauhamaa, Marketta Mattila |       |
| 2001  | Jacob Söderman Johan Wrede, Clas Zilliacus, Rainer Knapas, Michel Ekman, Peter Sandberg Paavo Castrén, Leena Pietilä-Castrén Tiina Holmberg, Saata Laiho, Johanna Moisio, Petteri Sveins Antti Reinikainen, Raisa Mäkipää, Ilkka Vanha-Majamaa, Jukka-Pekka Hotakainen, Erkki Tomppo Reijo Nikkilä, Dmitri Frolov, Teuvo Alava Peik Johansson, Teemu Matinpuro, Tuomas Rantanen, Iiro Törmä, Timo Forss, Susanna Kuparinen | [ 2 ] |
| 2002  | Kaari Utrio, Max Jakobson /Pour l'œuvre d'une vie Riitta Konttinen Rauno Tirri, Juhani Lehtonen (k.), Risto Lemmetyinen, Seppo Pihakaski, Petter Portin Anna-Maria Åström, Bo Lönnqvist, Yrsa Lindqvist Marja-Leena Tuisku Iikka Vehkalahti |       |
| 2003  | Hannu Taanila /Pour l'œuvre d'une vie Päivi Istala Marika Kecskémeti, J. P. Pulkkinen, Atro Lahtela, Marjaana Mykkänen Tiina Jensen, Kirsti Kurkela, Risto Kuusisto, Raili Löyttyniemi, Nina Simone, Susanna Pulliainen, Mira Ranta Anssi Miettinen, Tuomo Pietiläinen Sami Karjalainen Jorma Tuomi-Nikula, Päivi Tuomi-Nikula Matti Vainio |       |
| 2004  | Eino Heikkinen /Pour l'œuvre d'une vie Kari Enqvist Olli Marttila teoksesta Tuomo Polvinen Agneta Rahikainen Christina Salmivalli Vesa Toijonen, Mikko Valtasaari, Pertti Pesonen, Sirpa Liponen, Liisa Hämäläinen Matti Härkälä |       |
| 2005  | Kari Uusikylä /Pour l'œuvre d'une vie Kaisa Häkkinen/ Linnun nimi Jaakko Hämeen-Anttila Ville Lukkarinen, Annika Waenerberg Heikki Hyvärinen, Mervi Kunnasranta, Petteri Nieminen, Juha Taskinen Alex Nieminen, Petri Ahoniemi, Janne Miikkulainen, Matti Anttila, Sami Köykkä, Mimmu Pekkanen, Kalle Valkama Karin Mariola, Sari Kostet-Kärkkäinen, Anu-Maija Kärjä, Pasi Punkari, Sirpa Harjuvaara, Jani Honkakoski, Tapio Turpeinen, Mervi Koivula Elina Grundström                                                                      |       |
| 2006  | Lisa Hovinheimo /Pour l'œuvre d'une vie Maila-Katriina Tuominen Kirsti Tulonen-Seppänen Laura Kolbe, Tuula Kousa, Nils Erik Forsgård, Timo Joutsivuo, Anja Kervanto-Nevanlinna, Rainer Knapas, Tuomas M. S. Lehtonen, Pasi Mäenpää, Jukka Relander, Kirsi Saarikangas, Minna Sarantola-Weiss Ulla-Maija Kulonen, Irja Seurujärvi-Kari, Risto Pulkkinen Markus Hotakainen Henry Väre, Tauno Ulvinen, Erkki Vilpa Lassi Kalleinen Henry Bacon                                                                                                 |       |
| 2007  | Peter von Bagh, Matti Klinge /Pour l'œuvre d'une vie Torsten Ekman Riina Jalonen, Ilkka Hanski, Timo Kuuluvainen, Eero Nikinmaa, Paavo Pelkonen, Pasi Puttonen, Kaisa Raitio, Olli Tahvonen Kati Juurus, Marco Hyvärinen, Minna Nuotio Jukka Maalampi Reijo Perälä, Seija Aunila, Rita Landström, Jukka Lindfors, Paavo Rytsä, Seija de Rybel, Charlotta Hedman, Hannu Sola Sirkka-Liisa Ranta |       |
| 2008  | Juha Nurminen /Pour l'œuvre d'une vie Johanna Maula, Ahmed Akar, Kitari Mayele, Alina Ciesla, Ogechukwu Eneh, Lilian Neo, Azra Dzaferovic-Lika, Edmon Dolaian, Katja Kaila, Elina Huhta, Martta Louekari, Faruk Lika Eeva Luotonen Max Engman Lena Huldén Pentti Huovinen, Irmeli Matilainen Eija Palosaari Esko Valtaoja |       |
| 2009  | Olli Lehto /Pour l'œuvre d'une vie Salli Saari Maija Aksela, Jenni Västinsalo, Veli-Matti Vesterinen, Venla Sandgren, Suvi Korhonen Antti-Pekka Pietilä Katja Bargum, Hanna Kokko Reijo Kela, Hannele Jyrkkä, Jalo Heikkinen, Heikki Laitinen, Erkki Pirtola, Tiina Suhonen Heikki Nevanlinna, Mikko Alestalo, Raino Heino, Kirsti Jylhä, Veli-Matti Kerminen, Tuomas Laurila, Anneli Nordlund, Kimmo Ruosteenoja, Heikki Tuomenvirta Ari Venäläinen, Timo Vihma Ulla Piela, Seppo Knuuttila, Pekka Laaksonen, Kati Lampela, Markus Itkonen |       |

### Années 2010
| Année | Lauréat / œuvre | Réf.  |
| ----- | --- | ----- |
| 2010  | Panu Kaila / Pour l'œuvre d'une vie Tom Björklund, Seppo Vuokko Sirkka-Liisa Kivelä Anna-Lena Laurén Ismo Lindell Pekka Mustonen, Pertti Mustajoki, Matti Hannuksela Jake Nyman Mikko Ylikangas |       |
| 2011  | Teuvo Peltoniemi, Lea Pulkkinen / Pour l'œuvre d'une vie Timo-Erkki Heino Petri Keto-Tokoi, Timo Kuuluvainen /Suomalainen aarniometsä Lasse J. Laine, Iiris Kalliola /Suomen lasten luontokirja Jari Mäkinen /Avaruuslentäjän käsikirja - Astronautiikan aakkoset Joonas Neuvonen, Sadri Cetinkaya, Venla Varha, Oskari Huttu sekä Jesse Fryckman /Reindeerspotting – pako Joulumaasta Hanna Nikkanen / Viaton imperiumi Teemu Keskisarja /Vihreän kullan kirous - G. A. Serlachiuksen elämä ja afäärit Mika Vanhanen |       |
| 2012  | Hannu Hautala, Markku Kuisma / Pour l'œuvre d'une vie Tommi Hakko, Riika Nikkarinen Jani Kaaro Eija Lehmuskallio, Jouko Lehmuskallio Magnus Londen Ilkka Malmberg Tuomas Milonoff, Riku Rantala Jari Niemelä, Eeva Furman, Antti Halkka, Eeva-Liisa Hallanaro, Sanna Sorvari Kaj Öhrnberg, Patricia Berg, Sofia Häggman | [ 3 ] |
| 2013  | Matti O. Huttunen , Mauri Kunnas / Pour l'œuvre d'une vie Arto Mustajoki / Kevyt kosketus venäjän kieleen Panu Pulma, Tuula Rekola, Miika Tervonen, Risto Blomster, Sarita Friman-Korpela Anna Maria Viljanen / Suomen romanien historia Mirkka Lappalainen / Jumalan vihan ruoska. Suuri nälänhätä Suomessa 1695–1697 Jaana Kanninen Sixten Korkman Markku Saiha / Luontokuvauksen käsikirja | [ 4 ] |
| 2014  | Heikki Ylikangas/ Pour l'œuvre d'une vie Tapio Markkanen, Heikki Oja, Per-Edvin Persson / Fondation du centre scientifique Heureka Toimittaja Pasi Heikura, Kaisa Pulakka, Pertti Ylikojola / Aristoteleen kantapää Johanna Hurtig / Taivaan taimet. Uskonnollinen yhteisöllisyys ja väkivalta Eero Hyvönen Jan Kåhre, Nora Kitinmäki / Detta är en bok! För smarta barn som vill veta mer än pappa om böcker Mervi Laaksonen / Susi Sami Sillanpää | [ 5 ] |
| 2015  | Markku Nieminen, Kimmo Pietiläinen / Pour l'œuvre d'une vie Tuula Korolainen, Riitta Tulusto, Maija Hurme / Lasten oma vuosikirja Taina Kuuskorpi, Juho Heikkinen / Psykologiset testit ja testaukset. Tosiasiat, uskomukset ja pelot Henrik Lilius, Pekka Kärki, Janne Harjula, Marja Terttu Knapas, Rainer Knapas, Juhani Kostet, Marianna Niukkanen, Lauri Putkonen, Liisa Seppänen, Jarkko Sinisalo, Mervi Suhonen, Kirsi Vainio-Korhonen / Suomen kaupunkirakentamisen historia I ja II Tiina Raevaara Juha Vakkuri / Afrikan poikki, Afrikan ympäri, Afrikan sydämeen Marjo Vilkko, Lilli Riihiranta, Antti Seppänen, Juhani Seppänen / Suomi on ruotsalainen | [ 6 ] |